# Another Brick in the Wall
„Another Brick in the Wall“ je název tří skladeb od britské progresivně rockové skupiny Pink Floyd. Skladby pocházejí z alba The Wall. Části jsou označeny názvy Part 1 (pracovní název Reminiscing), Part 2 (pracovní název Education) a Part 3 (pracovní název Drugs). Všechny tři skladby napsal baskytarista skupiny Roger Waters, na druhé části se podílel i zpěvák David Gilmour.
Nejznámější částí je „Part 2“, která je protest songem proti přísnému vzdělávacímu systému na běžných a internátních školách. Singl, stejně jako album The Wall byly zakázány v období vlády apartheidu v Jižní Africe v roce 1980 potom, co byla skladba pozitivně přijata příznivci celonárodního školního bojkotu proti rasové nerovnosti na školách.
Skladba „Another Brick in the Wall Part 2“ vyšla na singlu, který v Spojeném království, Západním Německu a mnoha dalších zemích dosáhl prvního místa. V USA spolu se skladbami „Run Like Hell“ a „Don’t Leave Me Now“ dosáhla 57. místa v disco žebříčku. Ve Velké Británii byl „Part 2“ prvním singlem skupiny Pink Floyd od vydání „Point Me at the Sky“ z roku 1968. Na celém světě se z tohoto singlu oficiálně prodalo více než čtyři miliony hudebních nosičů.
Píseň „Another Brick in the Wall Part 2“ byla nominována nominaci na cenu Grammy za Nejlepší výkon rockové dvojice nebo skupiny, ale ocenění nakonec získala skladba Boba Segera, „Against the Wind“.
Skladba „Another Brick in the Wall Part 2“ je zařazená na 375. místo seznamu 500 nejlepších skladeb všech dob, který v roce 2004 zveřejnil časopis Rolling Stone.

## Koncepce
Všechny tři části kompozice jsou si melodicky podobné, ne zcela shodné s rozdílnou strukturou textu a témat. Každá následující část je hlasitější a agresivnější, než ta předchozí. Graduje od pochmurné části „Part 1“, přes protestující „Part 2“, až po destrukčně agresivní třetí část skladby. Hudební motiv „Another Brick in the Wall“ se opakuje v každé skladbě alba The Wall. Má za úkol evokovat myšlenky na další cihly, které skládají pomyslnou zeď kolem hlavní postavy koncepce projektu.

### Part 1

#### Struktura
Part 1 této skladby je velmi tichý a obsahuje dynamicky dlouhé, tlumené kytarové sólo. Vokály mají měkčí a jemnější melodii než části Part 2 a 3, i když má krátký a prudký nárůst dynamiky a melodie v krátkém úseku na konci lyrické části. Křik, kvílení, volání a dětské hlasy jsou slyšet v pozadí, spolu s linií „You! Stand still, laddie!“.

#### Děj
Skladba „The Thin Ice“ oznamuje po předcházející přestávce, že se Pink dozvídá o smrti svého otce. Pink je zdrcený touto skutečností a tak začne okolo sebe stavět zeď.

#### Filmová verze
Ve filmu vidíme Pinkovu mámu jak se po smrti manžela ve vzdálené zemi modlí v kostele. Pink v této chvíli nepůsobí zúčastněně. Můžeme ho vidět jak si hraje s modelem letadélka.
Píseň hraje dál a my vidíme Pinka, pak co šla jeho máma nakupovat, jak si hraje v parku. Pink zahlédne nějakého muže a v té chvíli si uvědomí, že mu otec chybí. Muž pomůže Pinkovi na houpačku a chlapec má na chvíli pocit, že je u něj jeho otec. Následuje muže, který začíná být zmatený z toho, proč se o Pinka žádný rodič nestará. Pink chytí muže za ruku, ten jej odstrčí, ale Pink se nedá odbýt. Muž Pinka znovu odstrčí. Pink sedí na houpačce z níž nedosáhne na zem. Houpačka je pro jeho nohy příliš vysoko. Ohlédne se kolem sebe, vidí jak se o ostatní děti starají jejich rodiče a cítí se velmi osamělý…

### Part 2
Hlavní článek: Another Brick in the Wall, Part II

### Part 3

#### Struktura
Skladba je dynamicky hlasitá, a obsahuje jednotlivé jemné basové linky, o dost hlasitější. Vyjadřuje Pinkovu zlost. Je to nejkratší „Part“ kompozice „Another Brick in the Wall“.

#### Děj
Pink se rozhodne dokončit svou zeď jako výsledek svého hněvu potom, co přijde na nevěru a zradu své manželky. Vnímá to jako výstrahu mene tekel. Říká, že viděl „nápis na stěně“. Konstatuje, že už nic víc nepotřebuje, ve svém životě se izoluje od lidí a obklopuje se zdí.

#### Filmová verze
Ve filmu je skladba doprovázena sestřihem událostí, které přispěly na vybudování stěny. Tato verze byla také kompletně znova nahraná v rychlejším tempu.

## Ocenění
Za skladbu s nespecifikovaným číslem části získal Waters v roce 1983 British Academy Award za „Nejlepší originální skladbu“

## Sestava
- Roger Waters: hudba, texty, baskytara,[7] hlavní zpěv v „Part 1“ a „Part 3“, zpěv,[7] kytara v „Part 3“[8]
- David Gilmour: kytary,[7] hlavní zpěv v „Part 2“[9] (v souladu s Watersem), zpěv v „Part 1“[10]
- Nick Mason: bicí v „Part 2“ a „Part 3“[7]
- Richard Wright: Hammondovy varhany v „Part 2“,[11] Prophet-5 syntezátor[7]
- studenti Islington Green School (organizováno Alunem Renshawem): zpěv v „Part 2“[9][12]

## Vybrané prodeje singlu
| Země               | Certifikace | Prodeje   | Datum certifikace | Poznámka                                                       |
| ------------------ | ----------- | --------- | ----------------- | -------------------------------------------------------------- |
| Francie            | Zlato       | 841 000   | 1980              |                                                                |
| Spojené království | Platina     | 995 000   | leden 1980        |                                                                |
| USA                | Zlato       | 1 000 000 | 03/24/1980        | Znovu certifikovaný na platinu 9/25/01, stejně prodejný level. |
| USA                | Zlato       | 500 000   | 05/08/2008        | Digital Sales Award                                            |
| Německo            | Zlato       | 150 000   | 1993              |                                                                |

## Coververze
- Jeden učitel v Chicagu upravil nahrávku skladby střihem tak, aby se její text změnil na „We all need an education.“[18]
- V roce 1986, skupina à;GRUMH... vytvořila coververzi „Part 2“ pro své EP Underground.
- V roce 1995, Jaz Coleman vydal album Us and Them: Symphonic Pink Floyd, které obsahuje symfonické verze skladeb skupiny Pink Floyd i s „Another Brick in the Wall“.
- V roce 1998, pro film Fakulta, byla vytvořená coververze skladby „Part 2“ skupinou Class of '99. Coververze „Part 1“ se objevila také na soundtracku.
- V roce 1999, skupina Salt 'n' Pepa samplovala svůj hit Gitty Up s instrumentální verzí skladby „Another Brick in the Wall“ skupiny Pink Floyd jako The Brick Track Versus Gitty Up, který se stal finálním hitem roku 1999 skupiny Salt 'n' Pepa.
- V roce 1999, Tournesol upravil části „Part 1“ a „Part 2“ do akustických verzí.[19]
- V roce 1999, British Rock Symphony spolu s Ericem Burdonem vydali coververzi „Part 2“.
- V roce 1999, ApologetiX parodovala skladbu pod názvem „Kick in the Wall Pt. 2“ z jejich alba Biblical Graffiti.
- Od roku 2001, Umphrey's McGee hrála coververzi „Another Brick in the Wall“ víc než 20krát naživo. Během Halloweenu 2008, zkombinovali „Another Brick in the Wall“ se skladbou „Thriller“ od Michaela Jacksona a vznikla unikátní mash-up skladba.
- V roce 2001, Luther Wright and the Wrongs vydali album Rebuild the Wall, country a westernová verze The Wall, která obsahuje coververzi skladby „Another Brick in the Wall“.[19]
- V roce 2004, skupina Korn vydala jejich vlastní verzi skladby na kompilaci Greatest Hits, Volume 1. Tato verze je složená ze všech třech částí „Another Brick in the Wall“ a skladby „Goodbye Cruel World“.
- V roce 2005, rocková skupina Parason vytvořila coververzi „Part 2“ nazvanou „Vaše škola“ („Ваша школа“), v běloruském jazyce.
- V roce 2005, DJ Snatch vytvořil elektronickou verzi „Part 2“.[19]
- V roce 2005, Keller Williams vydal bluegrassovou verzi skladby z alba Grass.
- Lounge/comedy skupina Richard Cheese and Lounge Against the Machine vytvořila coververzi „Part 2“ pro své album The Sunny Side of the Moon: The Best of Richard Cheese.
- V roce 2008, skupina Out of Phase vytvořila coververze částí „Part 1“, „Part 2“ a „Part 3“ jako část z jeho pocty The Wall.[19]
- V roce 2006, skupina Revolting Cocks parodovala refrén skladby ve skladbě „Revolting Cock au Lait“, z jejich alba Cocked and Loaded, zmiňovaním se o tématech jako masturbace a sexuální zneužívaní dětí.
- V roce 2007, Eric Prydz vydal remix skladby, nazvaný „Proper Education“, který byl vydaný jako singl.
- V roce 2008, vytvořila coververzi skupina Taliesin Orchestra z jejich alba Rock Rhapsody.
- Skupina Stahlhammer vytvořila coververzi skladby pro své album Killer Instinkt.
- DJ Bob Rivers vytvořil dvě parodie nazvané „Another Dick In The Mall“ & „Another Kick In The Balls“
- YelaWolf vytvořil rapovou coververzi skladby stejného názvu.
- Skupina Ulver nahrála coveverzi skladby „Another Brick in the Wall (Part 1)“ pro tribute kompilaci The Wall Re-Built! pro magazín Mojo (prosinec 2009, 193. vydání)